# Stație de alimentare (pictură)
Stație de alimentare este o pictură din 1940 a pictorului american Edward Hopper. Aceasta prezintă o stație de alimentare americană aflată la capătul unei autostrăzi.

## Creare
Subiectul este alcătuit din mai multe benzinării pe care Hopper le-a vizitat. Potrivit soției lui Hopper, motivul stației de alimentare era ceva ce el dorea să picteze de mult timp. Hopper s-a luptat să realizeze pictura. A început să producă noi tablouri într-un ritm mai lent decât înainte și avea probleme în a găsi benzinării potrivite pentru a picta. Hopper a vrut să picteze o stație cu luminile aprinse deasupra pompelor, dar stațiile din zona lui aprindeau luminile doar când era întuneric afară, pentru a economisi energie.